# Anyphops amatolae
Anyphops amatolae là một loài nhện trong họ Selenopidae.
Loài này thuộc chi Anyphops. Anyphops amatolae được George Newbold Lawrence miêu tả năm 1940.